# Кочерги (Мядельський район)
Кочерги (біл. вёска Качаргі) — село в складі Мядельського району Мінської області, Білорусь. Село підпорядковане Мядзельській сільській раді, розташоване в північній частині області.